# Trichomycterus mimosensis
Trichomycterus mimosensis Barbosa, 2013 è un pesce di acqua dolce appartenente alla famiglia Trichomycteridae.

## Distribuzione e habitat
Proviene dal Sud America, in particolare dal Brasile. Nuota vicino al fondo, sia nelle zone con substrato fangoso o sabbioso che roccioso, soprattutto in zone dove la corrente è forte.

## Descrizione
È una specie di dimensioni molto piccole; la lunghezza massima registrata è di 5,4 cm. Presenta un corpo molto allungato, cilindrico ma leggermente compresso sull'addome, giallastro a macchie marroni più scure, quasi circolari. 
I barbigli sono sottili e bianchi, tendenti al giallo pallido come le pinne. La pinna caudale è larga quanto il corpo e ha il margine arrotondato, la pinna anale e la pinna dorsale sono arretrate e di una forma vagamente triangolare. Gli occhi sono piccoli.

## Comportamento
È diurno.